# 花環蔡伯介
花環蔡伯介（学名：Triebelina sertata）为土菱介科蔡伯介屬下的一个种。